# T-Bank
T-Bank (en russe : Т-Банк), anciennement Tinkoff Bank (en russe : Тинькофф банк) et Tinkoff Credit Systems (en russe : Тинькофф Кредитные Системы) est une banque en ligne créée en 1994. Son nom actuel vient de Oleg Tinkov. 
En 2018, Tinkoff Bank se classait au 28e rang en termes d'actifs et au 19e rang en termes de fonds propres parmi les banques russes, et a des notations BB- à long terme de Fitch Ratings et B1 de Moody's,,.
En septembre 2020, Yandex annonce être entré en négociation pour acquérir Tinkoff Bank pour 5,48 milliards de dollars,.